# Orson Welles
George Orson Welles (Kenosha, 6 de maio de 1915 – Los Angeles, 10 de outubro de 1985) foi um ator, diretor, escritor e produtor norte-americano. 
É considerado um dos artistas mais versáteis do século XX no campo do teatro, do rádio e do cinema, em que obteve excelentes resultados. Ele alcançou o sucesso aos vinte anos graças à obra radiofónica, A Guerra dos Mundos, que causou comoção nos Estados Unidos quando muitos ouvintes pensaram que se tratava de uma retransmissão verdadeira de uma invasão alienígena  (ver: Era de Ouro do Rádio). Esta sensacional estreia lhe valeu um contrato de três filmes com o estúdio RKO, que lhe deu a liberdade absoluta em suas realizações. Apesar destes benefícios, apenas um dos projectos planeados conseguiu ver a luz do dia: Citizen Kane (1941), o seu filme mais bem sucedido.
Welles acompanhou Cidadão Kane com filmes aclamados pela crítica, incluindo The Magnificent Ambersons em 1942 e Touch of Evil em 1958. Embora estes três são seus filmes mais aclamados, os críticos têm argumentado que outras obras suas, como The Lady from Shanghai (1947) e Chimes at Midnight (1966) foram subvalorizados.
Em 2002, Welles foi eleito o maior director de cinema de todos os tempos em duas votações feitas pelo British Film Institute entre os directores e críticos, e uma ampla pesquisa de consenso crítico, listas de melhores e retrospectivas históricas o consideram como o director mais aclamado de todos os tempos.

## Biografia
Órfão aos quinze anos, após a morte do seu pai (sua mãe morreu quando ainda tinha 9 anos), George Orson Welles começou a estudar pintura em 1931, primeira arte em que se envolveu. Adolescente, não via interesse nos estudos e em pouco tempo passou a atuar. Tal paixão o levou a criar sua própria companhia de teatro em 1937. Em 1938, Orson Welles produziu uma transmissão radiofônica intitulada A Guerra dos Mundos, adaptação da obra homónima de Herbert George Wells e que ficou famosa mundialmente por provocar pânico nos ouvintes do rádio, que imaginavam estar enfrentando uma invasão de extraterrestres. Um Exército que ninguém via, mas que, de acordo com a dramatização radiofónica, em tom jornalístico, acabara de desembarcar no nosso planeta. O sucesso da transmissão foi tão grande que no dia seguinte todos queriam saber quem era o responsável pela tal "pegadinha". A fama do jovem Welles começava. Foi casado com a atriz Rita Hayworth e tiveram a filha Rebecca. O casal divorciou-se em 1948.
|                                                                                                  |                                               |                                                              |
| Local de nascimento de Orson Welles no distrito histórico de Library Park, Kenosha em Wisconsin. | Retrato de Orson Welles aos 11 anos de idade. | Transmitindo "A Guerra dos Mundos" em 30 de Outubro de 1938. |

### Citizen Kane

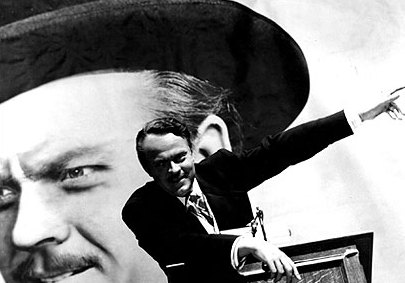
Orson Welles em fotografia publicitária do aclamado longa Citizen Kane.

Sua estreia no cinema, em filmes de longa-metragem, ocorreu em 1941 com Citizen Kane, considerado pela crítica como um dos melhores filmes de todos os tempos e o mais importante dirigido por Welles.
Os elogios a Citizen Kane se originaram por três motivos:

#### Inovação
Welles inovou a estética do cinema com técnicas até então raríssimas nas produções cinematográficas. Algumas delas são:
- Ângulos de câmera (uso de plongée e contra-plongée);
- Exploração do campo (campo e contra-campo);
- Narrativa (narrativa não linear);
- Edição/Montagem (muito sofisticada para e época de sua realização, devido a não linearidade da narrativa).

#### Coragem
Orson Welles retratou em "Citizen Kane" a vida e a decadência de um magnata da comunicação norte-americana, baseado na história do milionário William Randolph Hearst. Esse filme foi um marco na carreira do ator. Mesmo estando pronto, "Cidadão Kane" quase não saiu, fruto de problemas com Hearst. Ele teve nove indicações para o Óscar, mas venceu apenas um, o de melhor roteiro original. Sua coragem de realizar esta obra prima acabou resultando no fechamento de muitas portas no futuro, beirando ao ostracismo no fim da vida.

#### Dinamismo
Foi diretor, co-roteirista, produtor e ator em Citizen Kane. O que é surpreendente, pois no cinema o acúmulo de funções acaba influenciando de maneira negativa no resultado final. Mas no caso de Welles surgiu uma obra completamente à frente do seu tempo.

### Depois deCitizen Kane
Logo após Citizen Kane, Welles passou uma temporada no Brasil, onde pretendia filmar o famoso carnaval carioca para acrescentar ao seguimento My Friend Bonito, do documentário It's All True. Mas algo desastroso ocorreu. Sobre o fato, Welles comentou em entrevista ao crítico de cinema, André Bazin:
Era co-dirigido por mim e Norman Foster. Era uma história entre um pobre menino e seu touro. Depois fizeram outra versão, modificando todas as ideias e refazendo tudo ao modo deles. Eu tinha rodado durante três meses, mas a RKO (estúdio) me despediu. Quando retomaram a ideia não queriam saber mais nada de mim. Tampouco me pagaram nenhum tipo de direitos e atuaram como se fosse uma história original.
— Orson Welles.

Esse tipo de problema iria ser uma constante na carreira de Welles, que logo após o fracasso de público de A Dama de Xangai (1948) raramente conseguiria realizar um filme à sua maneira, dirigindo quase sempre em condições precárias.
Para se ter um exemplo, as filmagens de Dom Quixote (1959-1972) (Don Quijote de Orson Welles) duraram mais de dez anos, e mesmo assim somente a copia do filme pode ser vista (hoje já está disponível em DVD).
Tentando continuar sua carreira, ele passou as décadas seguintes aceitando papéis de ator, no qual sua presença e voz marcante, mesmo quando as participações eram pequenas, nunca passavam sem chamar atenção. Ao voltar a Hollywood depois de uma temporada na Europa, Welles atuaria como um dos co-protagonistas do premiado The Long, Hot Summer (1958), dirigiu e atuou em A Marca da Maldade, famoso por ter incluído um plano-sequência de três minutos com um desfecho impactante, e teria um de seus melhores desempenhos em cena no filme Compulsion, de 1959.
Em 1962 realizou The Trial, filme baseado na obra O Processo de Franz Kafka. Welles considerou este um dos seus mais gratificantes filmes realizados. Em 1979 teve um pequeno papel no filme The Secret Life of Nikola Tesla.

### Morte
Orson Welles morreu de ataque cardíaco em sua casa no bairro de Hollywood, em Los Angeles, Califórnia em 10 de outubro de 1985, aos 70 anos, e, segundo a lenda, teria feito o seguinte comentário sobre sua profissão antes de morrer: "Esse é o maior trem elétrico que um menino já teve." Uma curiosidade: nesse mesmo dia infelizmente também falecia o ator Yul Brynner.
Seu último trabalho foi dublando a voz do planeta Unicron no desenho animado de longa metragem de 1986 The Transformers: The Movie.

## Filmografia

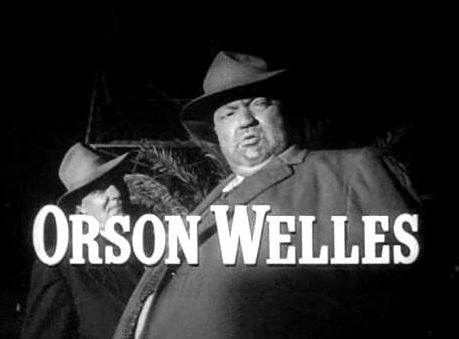
Orson em atuação no longa Touch of Evil. (1958).

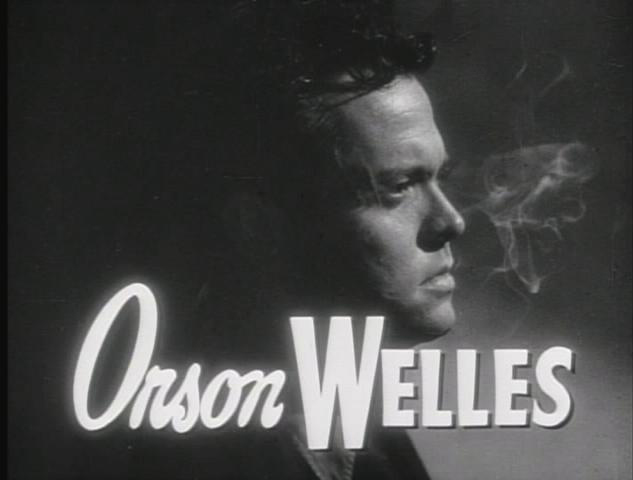
Orson Welles no trailer de The Lady from Shangai

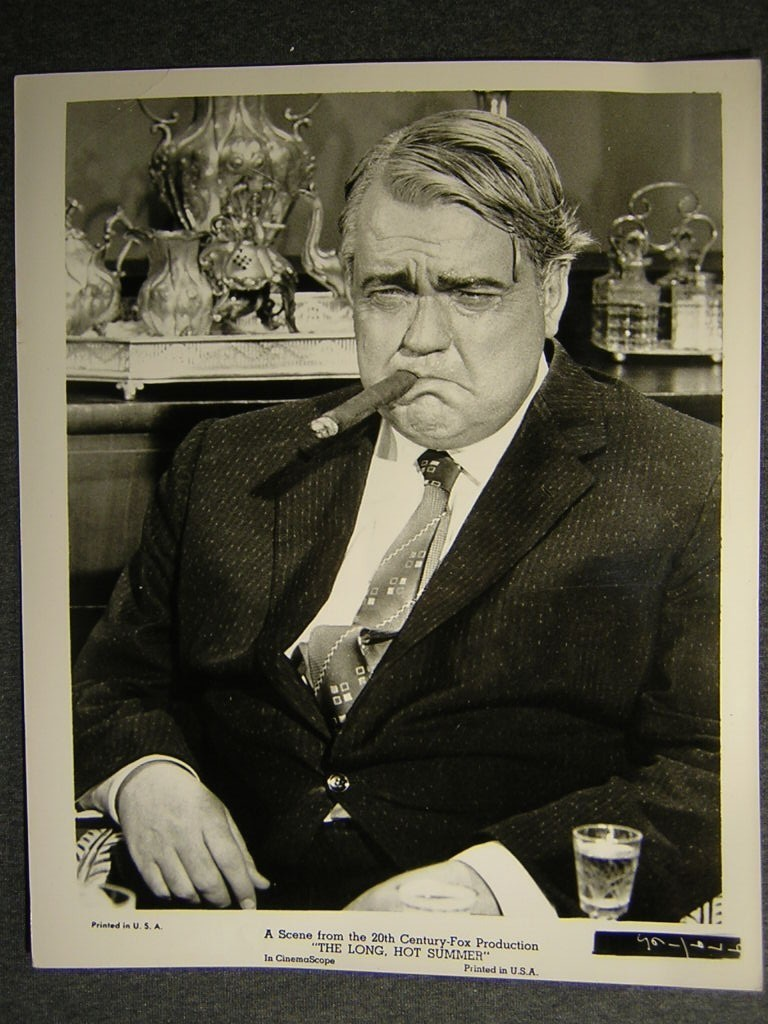
Foto publicitária de Orson Welles para o longa The Long, Hot Summer.

### Curtas metragens
- The Hearts of Age (1934)
- Magnum, P.I. Série (1980-1985) (Como a voz de Robin Masters)

### Diretor
| Ano  | Original                                |
| ---- | --------------------------------------- |
| 1941 | Citizen Kane                            |
| 1942 | The Magnificent Ambersons               |
| 1946 | The Stranger                            |
| 1947 | The Lady from Shanghai                  |
| 1948 | Macbeth                                 |
| 1952 | Othelo                                  |
| 1955 | Around The World With Orson Welles      |
| 1958 | Touch of Evil                           |
| 1962 | Le procès                               |
| 1965 | Chimes of Midnight. Na Europa, Falstaff |
| 1968 | Une Histoire Immortelle                 |
| 1974 | F for Fake                              |
| 1992 | Don Quijote                             |
| 2018 | The Other Side of the Wind              |

### Ator

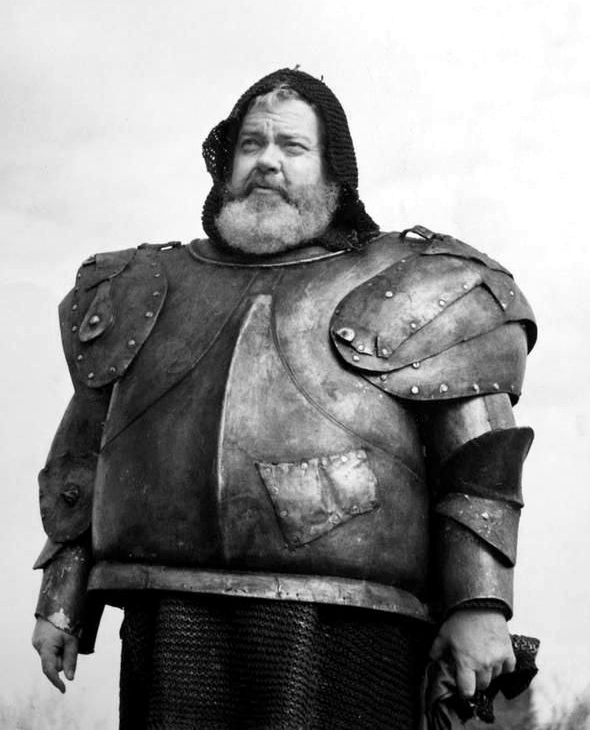
Interpretando Falstaff em Chimes at Midnight (1965).

| Ano  | Filme                                    | Personagem                          | Diretor                                       | Notas                            |
| ---- | ---------------------------------------- | ----------------------------------- | --------------------------------------------- | -------------------------------- |
| 1934 | Hearts of Age                            | Morte                               | Orson Welles, William Vance                   |                                  |
| 1940 | Swiss Family Robinson                    | Narrador                            | Edward Ludwig                                 | Não creditado                    |
| 1941 | Citizen Kane                             | Charles Foster Kane                 | Orson Welles                                  |                                  |
| 1942 | The Magnificent Ambersons                | Narrador                            | Orson Welles                                  |                                  |
| 1943 | Journey into Fear                        | Cel. Haki                           | Norman Foster                                 | Welles co-diretor, não creditado |
| 1944 | Follow the Boys                          | Ele mesmo                           | Edward Sutherland                             |                                  |
| 1944 | Jane Eyre                                | Edward Rochester                    | Robert Stevenson                              |                                  |
| 1946 | Duel in the Sun                          | Narrador                            | King Vidor                                    |                                  |
| 1946 | Tomorrow is Forever                      | John MacDonald, Erich Kessler       | Irving Pichel                                 |                                  |
| 1946 | The Stranger                             | Franz Kindler, Prof. Charles Rankin | Orson Welles                                  |                                  |
| 1947 | The Lady from Shanghai                   | Michael O'Hara                      | Orson Welles                                  |                                  |
| 1948 | Macbeth                                  | Macbeth                             | Orson Welles                                  |                                  |
| 1949 | Black Magic                              | Cagliostro                          | Gregory Ratoff                                |                                  |
| 1949 | The Third Man                            | Harry Lime                          | Carol Reed                                    |                                  |
| 1949 | Prince of Foxes                          | Cesare Borgia                       | Henry King                                    |                                  |
| 1950 | The Black Rose                           | Bayan                               | Henry Hathaway                                |                                  |
| 1951 | Return to Glennascaul                    | Narrador                            | Hilton Edwards                                |                                  |
| 1951 | Le Petit Monde de Don Camillo            | Narrador                            | Julien Duvivier                               | Apenas na versão inglesa         |
| 1952 | Othello                                  | Otelo                               | Orson Welles                                  |                                  |
| 1952 | Trent's Last Case                        | Sigsbee Manderson                   | Herbert Wilcox                                |                                  |
| 1953 | L'Uomo, la bestia e la virtù             | Captain Perella, a besta            | Steno                                         |                                  |
| 1953 | Si Versailles M'Etait Conté              | Benjamin Franklin                   | Sacha Guitry                                  |                                  |
| 1954 | Trouble in the Glen                      | Sanin Cejadory Mengues              | Herbert Wilcox                                |                                  |
| 1955 | Three Cases of Murder                    | Lord Mountdrago                     | David Eady, George More O'Ferrall, Wendy Toye |                                  |
| 1955 | Napoléon                                 | Hudson Lowe                         | Sacha Guitry                                  |                                  |
| 1955 | Mr. Arkadin                              | Gregory Arkadin                     | Orson Welles                                  |                                  |
| 1956 | Moby Dick                                | Padre Mapple                        | John Huston                                   |                                  |
| 1957 | Man in the Shadow                        | Virgil Renchler                     | Jack Arnold                                   |                                  |
| 1958 | The Long, Hot Summer                     | Will Varner                         | Martin Ritt                                   |                                  |
| 1958 | Touch of Evil                            | Capitão da polícia Hank Quinlan     | Orson Welles                                  |                                  |
| 1958 | The Vikings                              | Narrador                            | Richard Fleischer                             | Não creditado                    |
| 1958 | South Seas Adventure                     | Narrador                            | Vários diretores                              | Não creditado                    |
| 1958 | The Roots of Heaven                      | Cy Sedgewick                        | John Huston                                   |                                  |
| 1959 | High Journey                             | Narrador                            | Peter Baylis                                  |                                  |
| 1959 | Les Seigneurs de la forêt                | Narrador                            | Henry Brandt, Heinz Sielmann                  | Apenas na versão inglesa         |
| 1959 | Compulsion                               | Jonathan Wilk                       | Richard Fleischer                             |                                  |
| 1959 | Ferry to Hong Kong                       | Capitão Hart                        | Lewis Gilbert                                 |                                  |
| 1960 | David and Goliath                        | Rei Saul                            | Ferdinando Baldi, Richard Pottier             |                                  |
| 1960 | Crack in the Mirror                      | Hagolin, Lamerciere                 | Richard Fleischer                             |                                  |
| 1960 | The Battle of Austerlitz                 | Robert Fulton                       | Abel Gance                                    |                                  |
| 1961 | La Fayette                               | Benjamin Franklin                   | Jean Dréville                                 |                                  |
| 1961 | King of Kings                            | Narrador                            | Nicholas Ray                                  | Não creditado                    |
| 1961 | I Tartari                                | Burundai                            | Ferdinando Baldi, Richard Thorpe              |                                  |
| 1962 | The Trial                                | Albert Hastler (The Advocate)       | Orson Welles                                  |                                  |
| 1962 | Ro.Go.Pa.G.                              | Diretor do filme                    | Pier Paolo Pasolini                           | Segmento La Ricotta              |
| 1963 | The V.I.P.s                              | Max Buda                            | Anthony Asquith                               |                                  |
| 1964 | The Finest Hours                         | Narrador                            | Peter Baylis                                  |                                  |
| 1965 | A King's Story                           | Narrador                            | Harry Booth                                   |                                  |
| 1965 | La Fabuleuse aventure de Marco Polo      | Akerman, Marco's Tutor              | Denys de La Patellière, Raoul Lévy            |                                  |
| 1965 | Chimes at Midnight                       | Sir John (Jack) Falstaff            | Orson Welles                                  |                                  |
| 1966 | Is Paris Burning?                        | Consul Raoul Nordling               | René Clément                                  |                                  |
| 1966 | A Man for All Seasons                    | Cardinal Wolsey                     | Fred Zinnemann                                |                                  |
| 1967 | Le Désordre à vingt ans                  | Ele mesmo                           | Jacques Baratier                              |                                  |
| 1967 | Casino Royale                            | Le Chiffre                          | Vários diretores                              |                                  |
| 1967 | The Sailor from Gibraltar                | Louis de Moçambique                 | Tony Richardson                               |                                  |
| 1967 | I'll Never Forget What's'isname          | Jonathan Lute                       | Michael Winner                                |                                  |
| 1967 | Oedipus the King                         | Tiresias                            | Philip Saville                                |                                  |
| 1968 | Tepepa                                   | Coronel Cascorro                    | Giulio Petroni                                |                                  |
| 1968 | The Immortal Story                       | Senhor Charles Clay                 | Orson Welles                                  |                                  |
| 1968 | Around the World of Mike Todd            | Narrador                            | Saul Swimmer                                  |                                  |
| 1968 | House of Cards                           | Leschenhaut                         | John Guillermin                               |                                  |
| 1968 | Kampf um Rom I                           | Imperador Justiniano                | Robert Siodmak                                |                                  |
| 1969 | Kampf um Rom II - Der Verrat             | Justiniano                          | Robert Siodmak                                |                                  |
| 1969 | The Southern Star                        | Plankett                            | Sidney Hayers                                 |                                  |
| 1969 | Battle of Neretva                        | Chetnik senator                     | Veljko Bulajic                                |                                  |
| 1969 | 12 + 1                                   | Markan                              | Nicolas Gessner, Luciano Lucignani            |                                  |
| 1970 | Is It Always Right to Be Right?          | Narrador                            | Lee Mishkin                                   | Curta de animação                |
| 1970 | A Horse Called Nijinsky                  | Narrador                            | Jo Durden-Smith                               |                                  |
| 1970 | The Kremlin Letter                       | Bresnavitch                         | John Huston                                   |                                  |
| 1970 | Start the Revolution Without Me          | Narrador                            | Bud Yorkin                                    |                                  |
| 1970 | Catch-22                                 | Gen. Dreedle                        | Mike Nichols                                  |                                  |
| 1970 | Salvador Dalí                            | Narrador                            | Jean-Christophe Averty                        |                                  |
| 1970 | Waterloo                                 | Luis XVIII                          | Sergei Bondarchuk                             |                                  |
| 1971 | Malpertuis                               | Cassavius                           | Harry Kümel                                   |                                  |
| 1971 | Freedom River                            | Narrador                            | Sam Weiss                                     |                                  |
| 1971 | Sentinels of Silence                     | Narrador                            | Robert Amram                                  |                                  |
| 1971 | A Safe Place                             | Mágico                              | Henry Jaglom                                  |                                  |
| 1971 | Directed by John Ford                    | Narrador                            | Peter Bogdanovich                             |                                  |
| 1971 | La Décade prodigieuse                    | Theo Van Horn                       | Claude Chabrol                                |                                  |
| 1972 | Future Shock                             | Narrador                            | Alexander Grasshoff                           |                                  |
| 1972 | Get to Know Your Rabbit                  | Senhor Delasandro                   | Brian De Palma                                |                                  |
| 1972 | Treasure Island                          | Long John Silver                    | John Hough                                    |                                  |
| 1972 | Necromancy                               | Mr. Cato                            | Bert I. Gordon                                |                                  |
| 1974 | the Little Indians                       | Voz de Tape                         | Peter Collinson                               | (apenas a voz)                   |
| 1974 | F for Fake                               | Ele mesmo                           | Orson Welles                                  |                                  |
| 1974 | The Challenge... A Tribute to Modern Art | Ele mesmo                           | Herbert Kline                                 |                                  |
| 1975 | Who's Out There?                         | Narrador                            |                                               |                                  |
| 1975 | Bugs Bunny Superstar                     | Narrador                            | Larry Jackson                                 |                                  |
| 1976 | Voyage of the Damned                     | Estedes                             | Stuart Rosenberg                              |                                  |
| 1977 | Some Call It Greed                       | Narrador                            | Tim Forbes                                    |                                  |
| 1977 | Rime of the Ancient Mariner              | Narrador                            | Larry Jordan                                  |                                  |
| 1977 | The Lions of Capitalism                  | Narrador                            | Tim Forbes                                    |                                  |
| 1977 | Hot Tomorrows                            | Parklawn Mortuary (voz)             | Tim Forbes                                    |                                  |
| 1978 | Mysterious Castles of Clay               | Narrador                            | Alan Root                                     |                                  |
| 1978 | Il Grande attacco                        | Narrador                            | Umberto Lenzi                                 |                                  |
| 1979 | The Late Great Planet Earth              | Ele mesmo, narrador                 | Robert Amram, Rolf Forsberg                   |                                  |
| 1979 | The Muppet Movie                         | Lew Lord                            | James Frawley                                 |                                  |
| 1979 | The Double McGuffin                      | Narrador                            | Joe Camp                                      |                                  |
| 1980 | Shōgun                                   | Narrador                            | Jerry London                                  | Minissérie de TV                 |
| 1980 | Step Away                                | Narrador                            | Roberto Ponce, Marcos Zurinaga                |                                  |
| 1980 | The Greenstone                           | Narrador                            | Kevin Irvine                                  |                                  |
| 1980 | The Secret of Nikola Tesla               | J.P. Morgan                         | Krsto Papic                                   |                                  |
| 1981 | Search for the Titanic                   | Ele mesmo                           | Michael Harris                                |                                  |
| 1981 | The Man Who Saw Tomorrow                 | Apresentador, narrador              | Robert Guenette                               |                                  |
| 1981 | History of the World: Part I             | Narrador                            | Mel Brooks                                    |                                  |
| 1982 | Butterfly                                | Judge Rauch                         | Matt Cimber                                   |                                  |
| 1982 | Genocide                                 | Narrador                            | Arnold Schwartzman                            |                                  |
| 1982 | Slapstick (Of Another Kind)              | Pai dos alienígenas (voz)           | Steven Paul                                   |                                  |
| 1983 | Where Is Parsifal?                       | Klingsor                            | Henri Helman                                  |                                  |
| 1983 | Hot Money                                | Xerife Paisley                      | Zale Magder                                   |                                  |
| 1984 | The Road to Bresson                      | Ele mesmo                           | Leo De Boer, Jurriën Rood                     |                                  |
| 1984 | The Enchanted Journey                    | Pippo                               | Yakikoto Higuchi                              | Apenas na versão inglesa         |
| 1984 | In Our Hands                             | Ele mesmo                           | Robert Richter, Stanley Warnow                |                                  |
| 1985 | Almonds and Raisins                      | Narrador                            | David Elstein, Russ Karel                     |                                  |
| 1986 | The Transformers: The Movie              | Unicron (voz)                       | Nelson Shin                                   | Produção de 1985                 |
| 1987 | Someone to Love                          | Ele mesmo                           | Henry Jaglom                                  | Filmado em 1985; último trabalho |